# Testudacarus americanus
Testudacarus americanus är en kvalsterart som beskrevs av Marshall 1943. Testudacarus americanus ingår i släktet Testudacarus och familjen Torrenticolidae. Inga underarter finns listade i Catalogue of Life.